# Sant Joan Bautista (Son Servera)

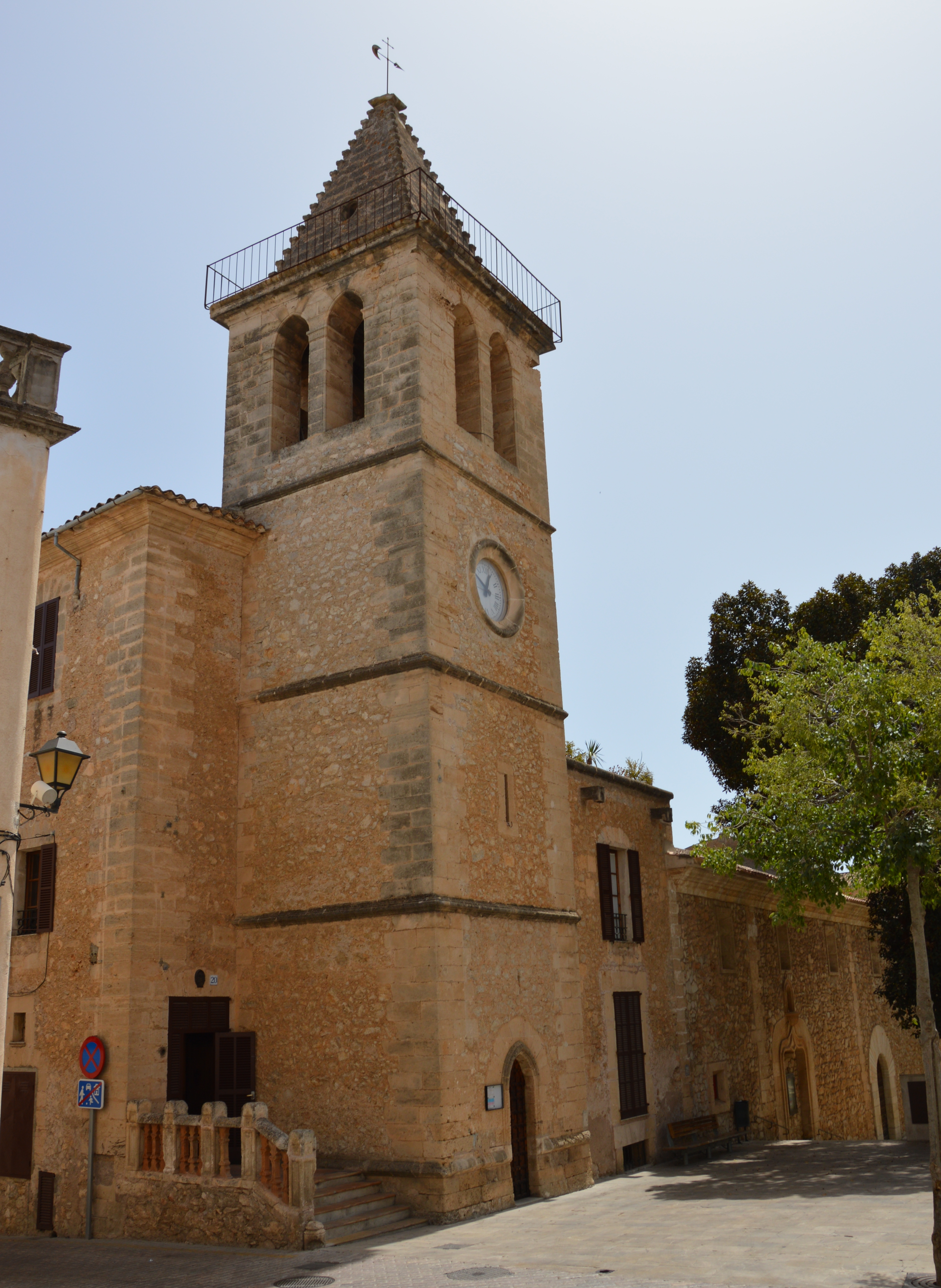
Sant Joan Bautista

Sant Joan Bautista ist eine römisch-katholische Kirche in Son Servera auf der spanischen Mittelmeerinsel Mallorca.
Sie befindet sich im Ortskern von Son Servera auf der Ostseite des Plaça de Sant Joan.
Beim ab 1622 erfolgten Bau der Kirche wurden die Reste eines Wehrturms einbezogen. Er befindet sich oberhalb des Altars und wurde zum Glockenturm der Kirche umgebaut. Der Grundriss der Kirche ist rechteckig. In der einschiffigen Kirche befinden sich seitliche Kapellen.
Die Kirche ist Johannes dem Täufer geweiht, der auch Schutzpatron des Ortes Son Servera ist. Nordwestlich der Kirche befindet sich die an eine Pestepidemie erinnernde Skulptur Es pastoret.